# Kaddisfly
Kaddisfly ist eine 2000 gegründete, US-amerikanische Post-Hardcore-Band aus Eugene.

## Geschichte
Kaddisfly gründen sich 2000 und benennen sich nach dem englischen Namen (caddisfly) für die Köcherfliege. Die Songtexte handeln größtenteils von Themen aus dem Bereich der Natur. Die Band ist für ausgiebige Tourneen bekannt.
Das 2007 erschienene Album Set Sail the Prairie enthält 14 Lieder, von denen 12 einem Monat zugeordnet sind. Die restlichen 2 Lieder sind kurze Interludes und nach der Winter- bzw. Sommersonnenwende benannt.

## Diskographie

### EPs
- Honorable Mention (2001)
- Humania (2002)
- Four Seasons (2006, Sub City Records)

### Alben
- Did You Know People Can Fly? (2003)
- Buy Our Intention; We'll Buy You a Unicorn (2005, Hopeless Records)
- Set Sail the Prairie (2007, Sub City Records)
- Horses Galloping On Sailboats (2016, Intheclouds Records)